# Eleanore Pettersen
 Eleanore Pettersen (* 1916 in Passaic, New Jersey, USA; † 15. Januar 2003 in Saddle River (New Jersey), USA) war eine amerikanische Architektin. Sie erhielt als eine der ersten Frauen eine Lizenz als Architektin in New Jersey und wurde 1984 Präsidentin der New Jersey Society of Architects.

## Leben und Werk
Pettersen besuchte von 1930 bis 1935 die private Mädchenschule National Park Seminary und zog dann nach New York City, wo sie in der Automobilindustrie arbeitete. Sie begann 1937 ihre Ausbildung in Malerei, studierte dann aber Architektur an der Cooper Union for Advancement of Science and Art, wo sie 1941 ihr Architekturstudium abschloss.  Sie begann ihre berufliche Laufbahn bei Frank Lloyd Wright als Zeichnerin von 1941 bis 1943 in Taliesin West in Arizona und Taliesin (Atelier) in Wisconsin.
Danach arbeitete sie während des Zweiten Weltkriegs für das National Defense Research Committee in Princeton (New Jersey). Sie analysierte dort feindliche Gebäudestrukturen für Bombenangriffe. Jahre später zog sie nach New York City, um Geschäftsräume und Ausstellungen für die Macy’s Corporation zu entwerfen. Von 1946 bis 1950 arbeitete sie für die Electric Power Agency der Tennessee Valley Authority, wo sie Serviceeinrichtungen und Besuchergebäude entwarf und absolvierte außerdem ein Praktikum bei dem Architekten Arthur Rigolo in Clifton (New Jersey).
Sie war eine der ersten Frauen, die 1950 im Bundesstaat New Jersey als Architektin zugelassen wurde. 1952 kaufte sie eine Scheune in Saddle River für ihren Wohnsitz und ihr eigenes Architekturbüro. Sie war damals die einzige Architektin in New Jersey mit eigenem Büro. Im Juli 1970 gründete Pettersen das Design Collaborative, eine Innenarchitekturkomponente ihres Architekturbüros.
Pettersen entwarf eine Reihe von gewerblichen und institutionellen Immobilien, war jedoch hauptsächlich als Architektin für Wohnungsbau tätig. Eines ihrer bekanntesten Projekte war ein 15-Zimmer-Haus in Saddle River mit einem Pool und einem Tennisplatz, das sie 1971 entwarf. Der Eigentümer verkaufte das Haus an den ehemaligen Präsidenten Richard Nixon, der 1981 einzog.  Das Haus wurde 2007 abgerissen. Der Jazzkünstler George Benson bewohnte eines der von ihr entworfenen Häuser. Sie entwickelte in den 1980er und 1990er Jahren die Luxus-Stadthausgemeinschaft Bear’s Nest in Park Ridge, New Jersey, wo jede der etwa 200 Einheiten kundenspezifische Designmerkmale aufwies.
Sie wurde 1954 Mitglied des American Institute of Architects (AIA) und war in verschiedenen Unterausschüssen tätig war. Sie gehörte auch der New Jersey Society of Architects und der Architectural League of Northern New Jersey an und war Vorstandsmitglied lokaler Architekturschulen wie dem New Jersey Institute of Technology. Pettersen war von 1968 bis 1970 auch Präsidentin des Altrusa Clubs, einer Organisation für berufstätige Frauen in Bergen County. Von 1978 bis 1980 bekleidete sie diese Position erneut und war zwei Jahre lang auch Gouverneurin des Distrikts, der sechs Bundesstaaten und Ontario umfasste. 1975 wurde sie als erste Frau in das New Jersey State Board of Architects berufen und war zwei Jahre lang Präsidentin dieses Gremiums.
Pettersen starb 2003 in Saddle River im Alter von 86 Jahren. Ihr Werknachlass wurde an der Virginia Polytechnic Institute and State University aufgenommen. Die Sammlung besteht aus Projektdateien, Skizzen, Blaupausen, Zeichnungen, Modellen, Fotografien und anderem Material von ihren über 600 Projekten sowie Material in Bezug auf ihre Teilnahme an verschiedenen beruflichen und zivilgesellschaftlichen Organisationen.
Sie ist seit 2005 die Namensgeberin der Eleanore Pettersen Lecture bei der Cooper Union. Sie wurde in dem Dokumentarfilm  A Girl is a Fellow Here ~ 100 Women in the Studio of Frank Lloyd Wright dargestellt,  der von der Beverly Willis Architectural Foundation produziert wurde.

## Auszeichnungen und Ehrungen (Auswahl)
- 1965: Pettersen war die erste Frau, die die Auszeichnung des Präsidenten der Cooper Union erhielt
- 1967: North Jersey Architectural Award, North Jersey Cultural Council and Architects League of Northern New Jersey
- 1991: Fellow des American Institute of Architects[8]
- 1994: Augustus Saint-Gaudens Award der Cooper Union Alumni Association, (CUAA)
- Elizabeth Cady Stanton The World Is Moving Award, Women’s Rights Information Center
- Outstanding Services Award, New Jersey Commission on Women
- 2009: Aufnahme in die Cooper Union Hall of Fame
- 2010: Michael Graves Lifetime Achievement Award, American Institute of Architects New Jersey

## Ausstellungen (Auswahl)
- 1991: Ageless Perceptions IV – Senior Women in Architecture, SOHO20 Gallery in New York City
- 1991: Eleanore Pettersen, FAIA/Four Decades, Arts Center of Northern New Jersey in New Milford
- 1992: Taliesin Legacy: The Independent Work of Frank Lloyd Wright Apprentices,  Pratt Manhattan Gallery in New York City